# کریس بارتون (دوچرخه‌سوار)
کریس بارتون (انگلیسی: Chris Barton؛ زادهٔ ۷ ژوئن ۱۹۸۸ ‏(۳۶ سال)) دوچرخه‌سوار اهل ایالات متحده آمریکا است. وی عضو تیم‌های همچون تیم بی‌ام‌سی بوده است.